# Sprent Dabwido
Sprent Arumogo Dabwido (Yaren, 16 de setembro de 1972 – Armidale, 8 de maio de 2019) foi um político nauruano e antigo Presidente de Nauru. Ele também foi Ministro de Telecomunicação no governo de Marcus Stephen de 2009 a 2011.
Quando era ministro de telecomunicações ele assinou um contrato com a Digicel para introduzir primeiro telefone móvel para Nauru em 2009.
Faleceu em 8 de maio de 2019 em Armidale, Nova Gales do Sul, Austrália, em decorrência de câncer da garganta.